# 시적화자
시적화자는 대한민국의 2인조 혼성 그룹이다. 2020년 미니 앨범 [시적 허용(詩的許容)]으로 데뷔했다.

## 방송
- THE KOLOR - 더 컬러 (2020)

## 음반
- 시적 허용(詩的許容) (2020)
- 반의반 OST Part 4 (2020)
- 반의반 OST (2020)
- 수필(隨筆) (2020)
- 7일만 로맨스2 OST Part.2 (2021)

## 공연
- the 청춘 콘서트 (2020)